# Kooi (waterschap)
Kooi is een voormalig waterschap in de Nederlandse provincie Groningen. Het waterschap werd ook wel de Polder Kooi, Kooipolder of Kikkerpolder genoemd.
Het waterschap was omsloten door de Knolweg in het noorden, het Boterdiep in het oosten, de Bredeweg in het zuiden en de Stitswerderweg in het oosten. Binnen de polder lagen de dorpen Kantens en Stitswerd. De molen stond in het uiterste noorden van het schap en sloeg via een korte watergang uit op het Koksmaar.
Waterstaatkundig gezien ligt het gebied sinds 1995 binnen dat van het waterschap Noorderzijlvest.